# Aquilia Severa

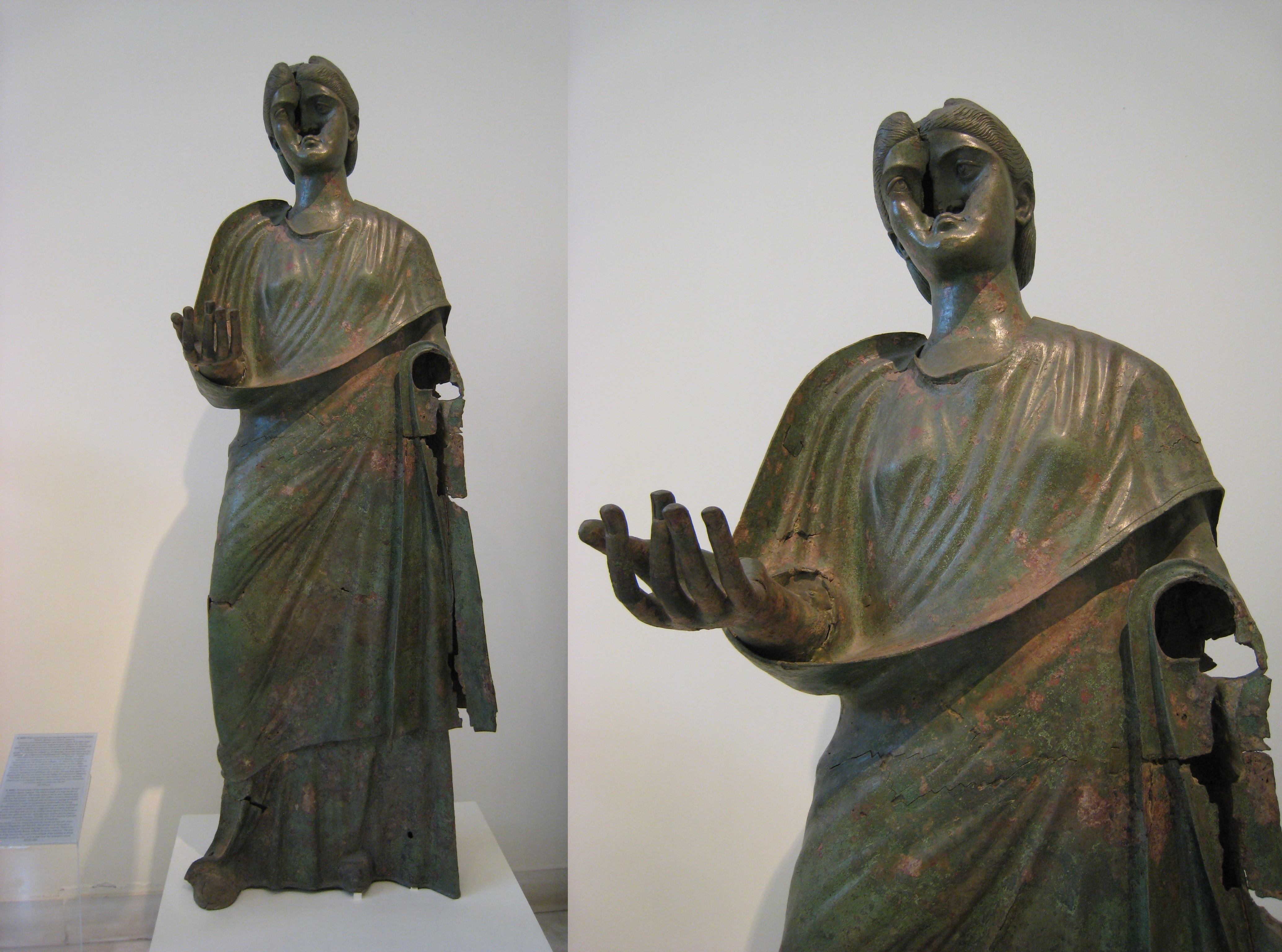
Statua di Aquilia esposta al Museo archeologico nazionale di Atene in Grecia

Giulia Aquilia Severa (latino: Iulia Aquilia Severa; fl. 220-222) fu la seconda e quarta moglie dell'imperatore romano Eliogabalo, nonché augusta dell'impero.

## Biografia
Aquilia era una nobile romana, figlia di un senatore, divenuta vergine vestale, cioè una sacerdotessa addetta al culto della dea Vesta e al mantenimento del fuoco sacro, acceso nel tempio di Vesta al Foro romano. Come tutte le vestali, Aquilia aveva preso il voto di castità per trenta anni e a conclusione del percorso, era divenuta Vestale Massima.
Eliogabalo, il quale aveva la carica di Pontefice massimo e si identificava con il dio sole, sposò in seconde nozze Aquilia, sacerdotessa incaricata di tenere acceso il fuoco sacro a Vesta, nel 220 (poco tempo dopo aver divorziato da Giulia Cornelia Paula), in un matrimonio che rappresentava quello delle due divinità "massime" dei Romani. Tuttavia tale matrimonio non fu ben accettato dalla popolazione romana, in quanto il voto di castità delle vestali era considerato sacro, e la vestale che l'avesse rotto veniva seppellita viva, mentre il suo amante veniva ucciso.
Aquilia è raffigurata in molte serie di monete emesse a Roma e nell'Impero, appaiata alle immagini delle dee Vittoria, Minerva, Concordia, ecc. la caratteristica distintiva è la "pettinatura a elmo" (Helmfrisur) che dalla fine del secondo secolo d.C. comincia ad affermarsi, con un diadema lunato sulla fronte dell'Augusta e due bande di capelli che scendono ai lati del volto, per essere raccolti sulla nuca in un nodo a treccia, leggermente sporgente. 
Il matrimonio tra Aquilia ed Eliogabalo non diede eredi all'imperatore, il quale divorziò da Aquilia nel 221 per sposare Annia Faustina. Anche questo matrimonio naufragò, ed Eliogabalo riprese con sé Aquilia, affermando che il loro divorzio non era stato valido.
Non si conosce il destino di Aquilia dopo la morte di Eliogabalo nel 222.